# 養蓮院
養蓮院（ようれんいん、? - 安永7年10月27日（1778年12月15日））は、江戸時代の女性で、10代将軍・徳川家治の側室。俗名は品。父は藤井兼矩。

## 生涯
出自は半家の藤井家。寛延2年（1749年）2月、家治の正室・五十宮倫子が輿入れのために江戸へ下向した際に、倫子付きの侍女として付き従った。初めは（倫子に従って）浜御殿へ入ったが、宝暦4年（1754年）に倫子が「御簾中」として江戸城西の丸へ移ったため、お品も西の丸大奥へ入り、御簾中付きの御中臈となった。 
しかし別の記録によると、お品は大奥の上臈御年寄・松島局の大姪にあたる女性で、宝暦5年（1755年）に松島局の養女となり、倫子付きの小上臈として仕えたと記されている。
同10年（1760年）、家治が将軍となり、倫子が「御台所」として本丸大奥へ入ると、お品も御台所付きとして大奥へ入った。その後、松島局の推薦により家治の側室となる。
宝暦12年（1762年）に側室・お知保の方が長男・竹千代（後の徳川家基）を出産すると、お品も同年12月19日に次男・貞次郎を出産した。しかし、貞次郎は翌13年（1763年）3月に生後3か月で早世した。
安永7年（1778年）10月27日に家治に先立って逝去した。墓所は上野の凌雲院。戒名は養蓮院妙開心華大姉。

## 関連作品
テレビドラマ
- 大奥（フジテレビ、2024年、演：西野七瀬）[4]